# Emil Wölk
Emil Wölk (* 25. Oktober 1903 in Zinten/Ostpreußen; † 13. November 1944 in Brandenburg an der Havel) war ein deutscher Motorenschlosser und kommunistischer Widerstandskämpfer gegen den Nationalsozialismus.

## Leben

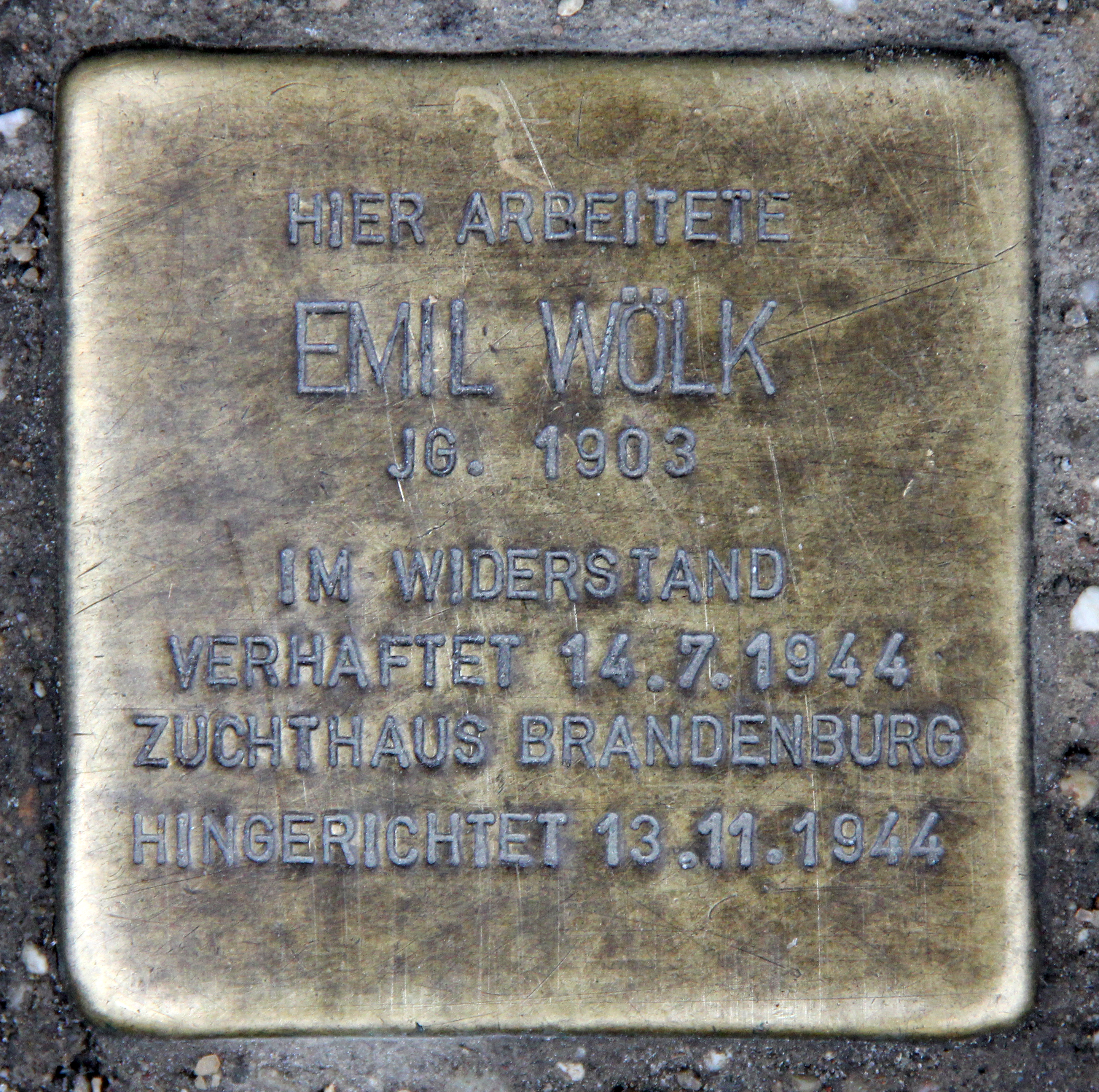
Stolperstein, Michaelkirchstraße 17, in Berlin-Mitte

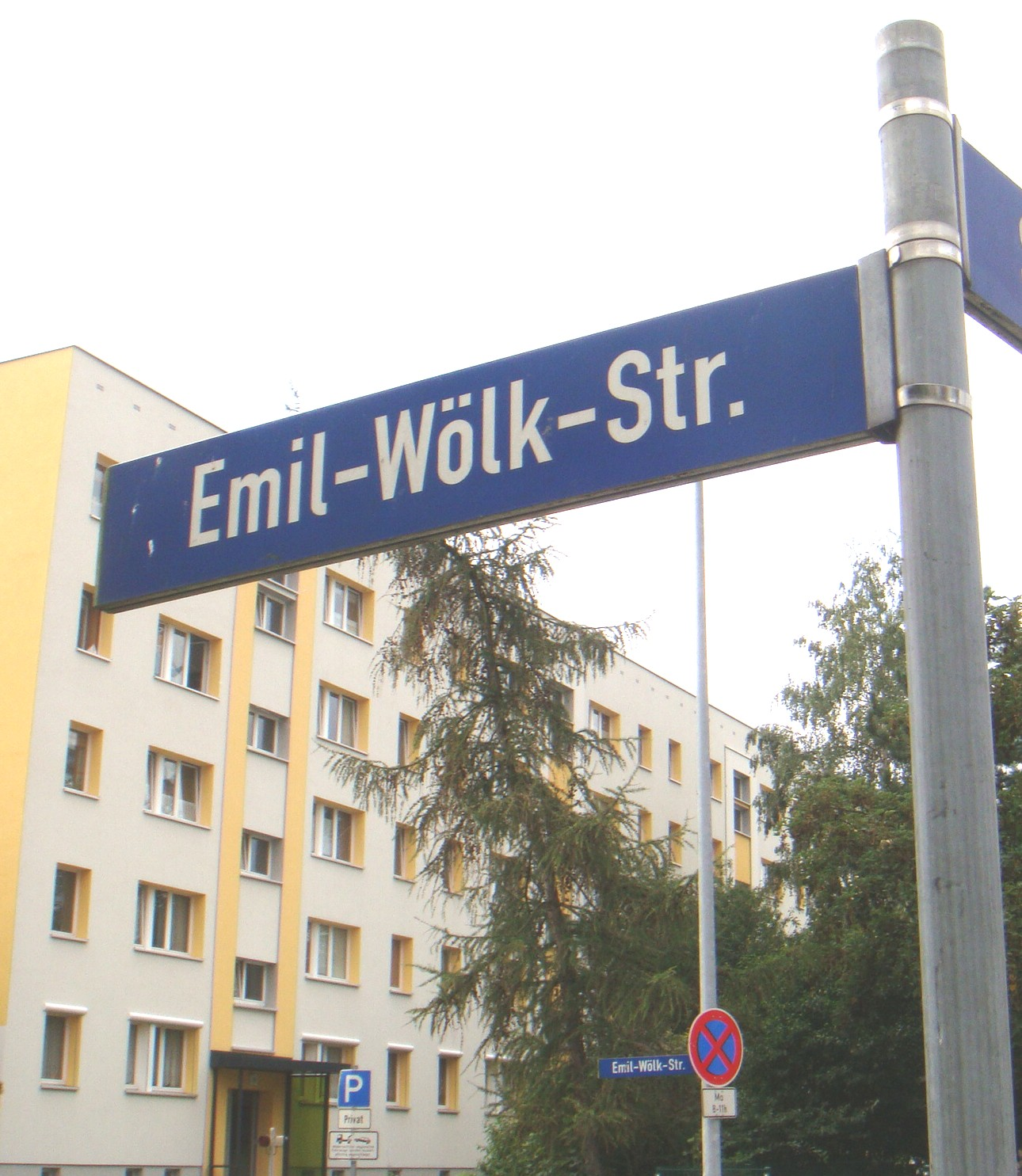
Straßenschild in Jena-Lobeda West

Wölk erlernte nach dem Besuch der Volksschule den Beruf des Motorenschlossers. Er trat in den Kommunistischen Jugendverband Deutschlands (KJVD) ein und wurde Mitglied der Kommunistischen Partei Deutschlands (KPD). Während der Zeit der Weimarer Republik engagierte er sich gegen den aufkommenden Nationalsozialismus. Auch nach der Machtergreifung der Nationalsozialisten 1933 setzte er diese Arbeit illegal fort im Kontakt mit der Saefkow-Jacob-Bästlein-Organisation. Er wurde am 14. Juli 1944 verhaftet und am 20. September 1944 zum Tode verurteilt.

## Ehrungen
- Zu DDR-Zeiten wurde in Jena-Lobeda-West eine Polytechnische Oberschule (POS) nach Emil Wölk benannt. Nach der Wende 1990 wurde die Schule in Rodatalschule umbenannt. 2005 ging sie in der heutigen Saaletalschule auf.[2]
- Ebenfalls in Jena-Lobeda befindet sich die Emil-Wölk-Straße.
- Im Dezember 2009 wurde ihm zur Erinnerung ein Stolperstein an seiner Arbeitsstelle in der Michaelkirchstraße 17 in Berlin-Mitte verlegt. Der ursprünglich geplante Verlegungsort war sein letzter Wohnsitz in der Straße Am Heimhort in Spandau; die für diese Privatstraße zuständige Wohnungsbaugenossenschaft verweigerte aber die Zustimmung.